# 大船渡市民文化会館・市立図書館 リアスホール
大船渡市民文化会館・市立図書館 リアスホール（おおふなとしみんぶんかかいかん・しりつとしょかん リアスホール）は、岩手県大船渡市にある複合公共施設。正式名称は、大船渡市民文化会館及び大船渡市立図書館である。

## 概要
大船渡市街が少し離れた山裾に建つ。地域の名勝である「穴通磯」をモチーフとしてデザインされている。三陸の海をモチーフとしたデザインは館内にも共通し、ホール内の天井は空を漂う雲、壁は打ち寄せる波、客席は岩や船団、座席モケットはさざ波を表現している。
設計者は新居千秋。同じく新居が手掛けた水戸市立西部図書館は市長の指名に基づき市長の思想を反映して設計した建築物であったのに対し、当施設はプロポーザル方式で選ばれ、50回を超えるワークショップを繰り返すことで設計した建築物である。当初は市民会館として計画されていたが、ワークショップを重ねた結果、市民の要望で図書館機能が追加された。市民会館と図書館の複合施設となったことで、施設全体の稼働率が上がり、結果として個別に整備するよりも費用圧縮ができた。2009年の日本建築大賞を受賞している。

## 施設

### 大船渡市立図書館
原則として大船渡市内在住または市内に通勤・通学している人を対象に貸出を行っているが、当面の間陸前高田市と住田町の住民も資料の貸出可能である。

#### 開館時間
- 平日：9:00 - 19:00
- 土曜日・日曜日・祝日：9:00 - 17:00

#### 休館日
毎週火曜日、年末年始（12月29日 - 1月3日）および蔵書点検期間（不定期）。

### 大船渡市民文化会館

#### 大ホール
- 客席：1,100席[1]
  - 1階：670席（椅子席652席、車椅子席10席、親子席8席）
  - 2階：430席
- 舞台面積：542.21 m2

#### マルチスペース
- 客席：244席
- 面積：246.05 m2

## 東日本大震災
- 2011年（平成23年）3月11日に発生した東北地方太平洋沖地震では大船渡市でも大津波が襲来し、各所に甚大な被害が生じた。当施設は津波被害を免れたものの、本の落下、照明の故障および郷土資料の水濡れが生じた。震災後は270人が寝泊まりする避難所として使用された。

## その他の施設
- 会議室
- 展示ギャラリー
- アトリエ
- 和室・茶室
- スタジオ
- 練習室

## 周辺
- 大船渡警察署